# Hugo von François
Hugo von François (Reichbach, 12 de mayo de 1861-Owikokorero, 13 de marzo de 1904) Oficial del Ejército Colonial alemán en el África del Sudoeste alemana, actual Namibia. Comandante militar de Windhoek, organizó la defensa durante el levantamiento de los herero y namaqua.

## Biografía

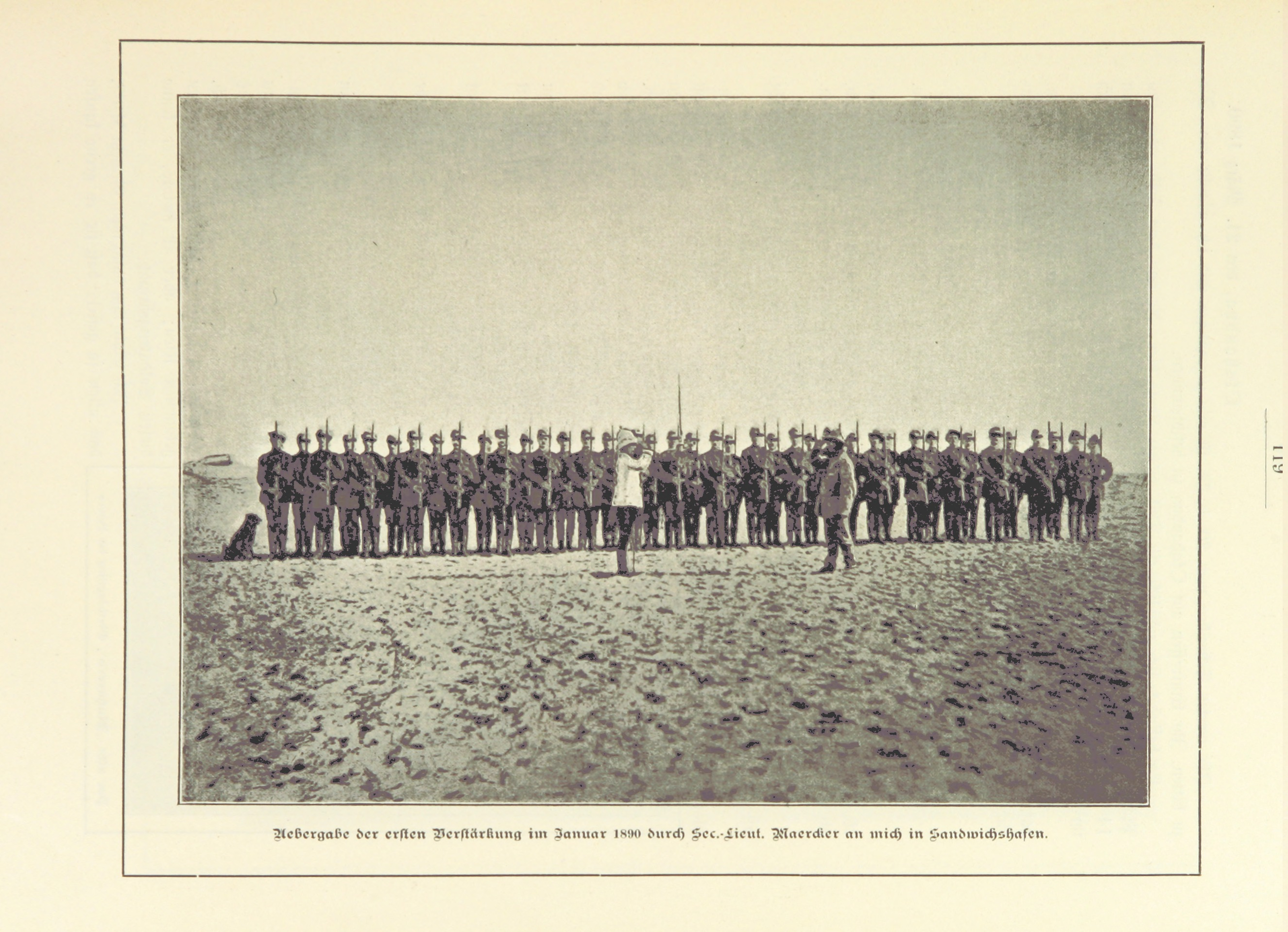
Ceremonia de ascenso del teniente Hugo von François en Sandwich Harbour, enero de 1890

Hugo von François era hijo del general prusiano Bruno von François, caído en 1870 durante la guerra Franco-prusiana. Su hermano mayor Curt von François fue enviado como oficial al África del Sudoeste alemana. Su hermano menor Hermann von François fue General der Infanterie durante la Primera Guerra Mundial.
Fue enviado a Walvis Bay (Namibia) junto a 21 soldados más, bajo el mando de su hermano Curt von François. En octubre de 1889, su hermano le encargó construir las fortificaciones del fuerte Alte Feste, que se convirtió en el Cuartel General de las tropas coloniales del Imperio. En 1891 fue ascendido a Lieutenant y en 1896 a Hauptmann.
En junio de 1892 contrae matrimonio con Else Gödecke en el transcurso de una corta visita a Alemania. 

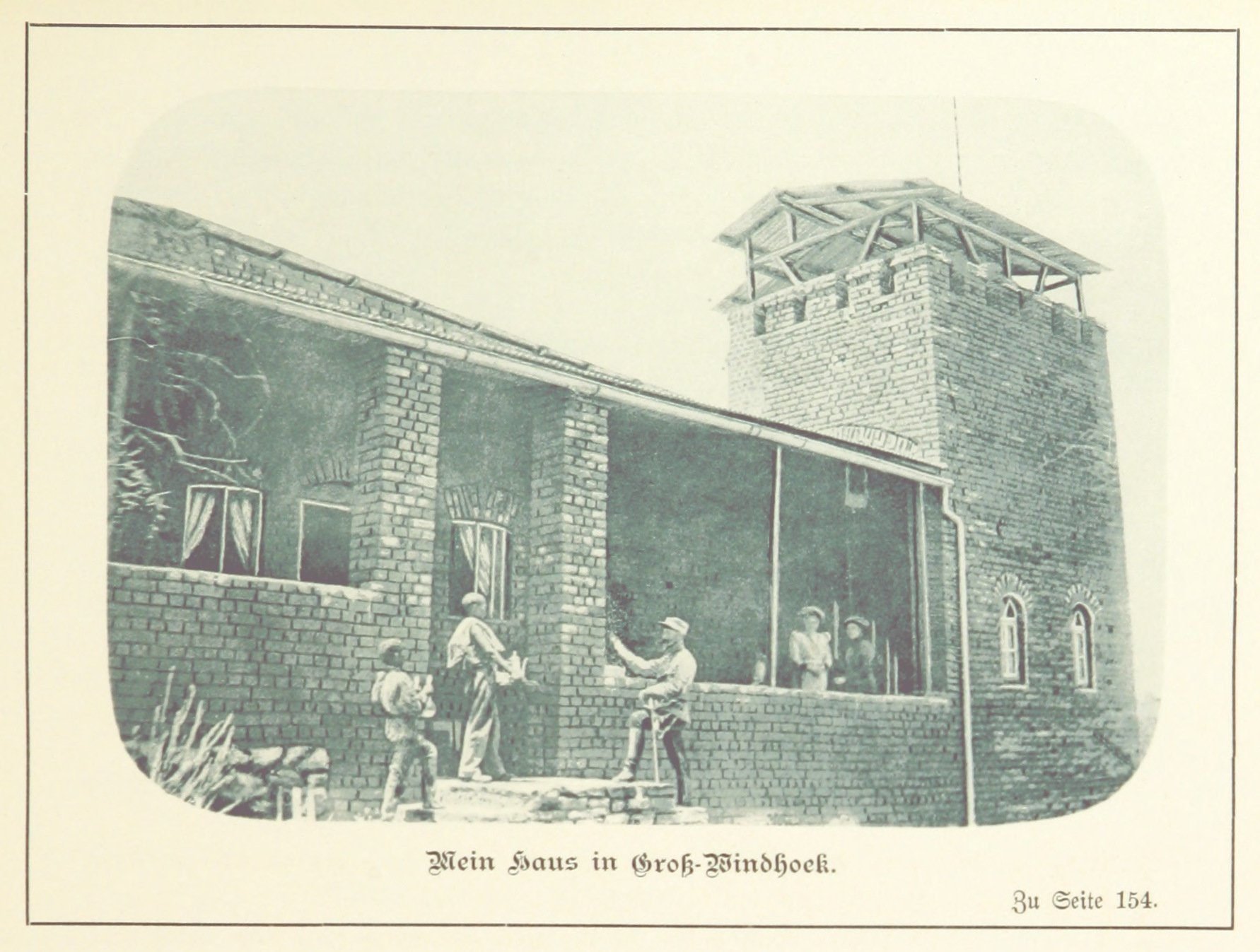
Su casa en Windhoek

Hugo von François dejó Namibia en 1894, abandonó oficialmente el ejército en 1898 y regresó a su granja de Otjihase en el año 1901. Huyó a Windhoek el 12 de enero de 1904, con el estallido de la revuelta de los herero y namaqua. Ingresó de nuevo en las tropas coloniales y organizó las defensas de la ciudad. El 13 de marzo de 1904, cayó combatiendo contra los herero en la batalla de Owikokorero.

## Campañas
- Nama y Damara. África del Sudoeste alemana, 1896